# Белое (Сахалинская область)
Бе́лое — село в Тымовском городском округе Сахалинской области России, в 11 км от районного центра.

## География
Находится на берегу реки Малая Тымь.

## История
Основано 1886 году под названием Андрее-Ивановское, в честь начальника Сахалина (в 1884–1888 годах) генерал-майора Андрея Ивановича Гинце. Переименовано в 1953 году в село Белое по одной версии по названию реки Белая, по другой — по месторождению белой глины.
Село было описано Антоном Павловичем Чеховым в книге «Остров Сахалин»:

Селение Андрее-Ивановское названо так потому, что кого-то звали Андреем Ивановичем. Основано оно в 1885 г., на болоте. Жителей 382: 277 м. и 105 ж. Хозяев вместе с совладельцами 231, хотя и здесь, как в Палеве, было бы совершенно достаточно 50. Состав здешнего населения тоже нельзя назвать удачным. Как в населении Палева наблюдается избыток мещан и разночинцев, никогда не бывших хлебопашцами, так здесь, в Андрее-Ивановском, много неправославных; они составляют четверть всего населения: 47 католиков, столько же магометан и 12 лютеран. А среди православных немало инородцев, например, грузин. Такая пестрота придает населению характер случайного сброда и мешает ему слиться в сельское общество.— Остров Сахалин. Глава 10

## Население
| 2002 | 2010 | 2013 | 2021 |
| ---- | ---- | ---- | ---- |
| 153  | ↘82  | ↘70  | ↘16  |

По переписи 2002 года население — 153 человека (73 мужчины, 80 женщин). Преобладающая национальность — русские (84 %).
В 1926 году преобладающее население села составляли белорусы.